# Glycyrrhiza foetida
Glycyrrhiza foetida är en ärtväxtart som beskrevs av René Louiche Desfontaines. Glycyrrhiza foetida ingår i släktet Glycyrrhiza och familjen ärtväxter. Inga underarter finns listade i Catalogue of Life.